# Евгеньев, Роман Алексеевич
Рома́н Алексе́евич Евге́ньев (род. 23 февраля 1999, Спасское, Приморский край) — российский футболист, защитник клуба «Крылья Советов».

## Биография
В премьер-лиге дебютировал 6 октября 2018 года в матче 11-го тура против «Крыльев Советов», выйдя на замену на восьмой минуте вместо травмированного Владимира Рыкова. За сезон провёл 18 матчей, в которых получил 6 жёлтых карточек, результативными действиями не отмечался.
Сезон 2019/2020 начал в основе, однако после первых туров регулярно оказывался в запасе. После отставки Дмитрия Хохлова и прихода Кирилла Новикова стал ещё реже выходить на поле. Всего за сезон провёл 14 игр, в которых получил 3 жёлтых карточки и отдал одну голевую передачу.
В сезоне 2020/21 после ухода Владимира Рыкова и продажи Тони Шунича прочно «застолбил» место в основе команды, пропустив лишь один матч из-за удаления. 8 ноября 2020 вышел на поле с капитанской повязкой на матч против «Локомотива», забив дебютный гол за команду и отдав голевую передачу.
В конце сезона 2021/2022, Евгеньев не стал продлевать контракт с «Динамо»; 15 июля 2022 года на правах свободного агента стал игроком «Крыльев Советов».

### Карьера в сборной
Выступал за сборные России среди игроков до 18, 19 и 20 лет. Дебютировал в юношеской сборной 16 августа 2016 года в матче с командой Венгрии. С 2018 года выступал за сборную России среди игроков до 20 лет.
В главной сборной дебютировал 18 ноября 2020 года в последнем, гостевом групповом матче Лиги наций УЕФА 2020/21 против Сербии (0:5) — вышел на замену после перерыва.
Попал в предварительный список сборной России на чемпионат Европы 2020, но в окончательную заявку не попал; однако после выявления COVID-19 у Андрея Мостового прибыл в расположение сборной.

## Достижения
«Динамо» (Москва)
- Бронзовый призёр чемпионата России: 2021/22
- Финалист Кубка России: 2021/22

## Клубная статистика
| Выступление      | Выступление      | Выступление      | Лига | Лига | Кубки | Кубки | Еврокубки | Еврокубки | Итого | Итого |
| Клуб             | Лига             | Сезон            | Игры | Голы | Игры  | Голы  | Игры      | Голы      | Игры  | Голы  |
| ---------------- | ---------------- | ---------------- | ---- | ---- | ----- | ----- | --------- | --------- | ----- | ----- |
| Динамо (Москва)  | Премьер-лига     | 2018/19          | 18   | 0    | 1     | 0     | —         | —         | 19    | 0     |
| Динамо (Москва)  | Премьер-лига     | 2019/20          | 14   | 0    | 0     | 0     | —         | —         | 14    | 0     |
| Динамо (Москва)  | Премьер-лига     | 2020/21          | 27   | 1    | 1     | 0     | 1         | 0         | 29    | 1     |
| Динамо (Москва)  | Премьер-лига     | 2021/22          | 18   | 0    | 6     | 1     | —         | —         | 24    | 1     |
| Динамо (Москва)  | Итого            | Итого            | 77   | 1    | 8     | 1     | 1         | 0         | 86    | 2     |
| → Динамо-2       | ПФЛ              | 2016/17          | 7    | 0    | —     | —     | —         | —         | 7     | 0     |
| → Динамо-2       | Итого            | Итого            | 7    | 0    | —     | —     | —         | —         | 7     | 0     |
| Крылья Советов   | Премьер-лига     | 2022/23          | 29   | 1    | 8     | 0     | —         | —         | 37    | 1     |
| Крылья Советов   | Премьер-лига     | 2023/24          | 14   | 0    | 4     | 0     | —         | —         | 18    | 0     |
| Крылья Советов   | Итого            | Итого            | 43   | 1    | 12    | 0     | —         | —         | 55    | 1     |
| Всего за карьеру | Всего за карьеру | Всего за карьеру | 127  | 2    | 20    | 1     | 1         | 0         | 148   | 3     |